# ING Groep

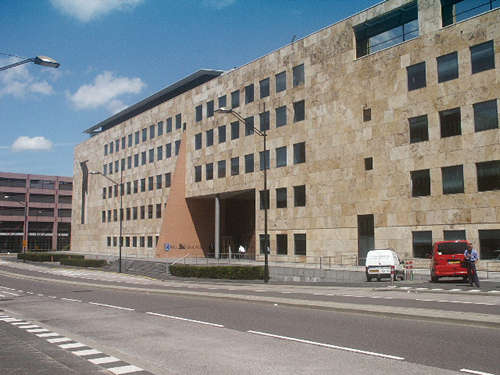
ING-kantoor in Amsterdam-Zuidoost

Landen waarin ING Groep actief is

ING Groep N.V. is een wereldwijd opererende financiële instelling van Nederlandse oorsprong. ING is in 1991 ontstaan uit een fusie tussen Nationale-Nederlanden en de NMB Postbank Groep. De nieuwe naam Internationale Nederlanden Groep werd al snel ingekort tot I-N-G, waarna de onderneming besloot om haar statutaire naam te veranderen in ING Groep N.V.
De (certificaten van) aandelen van ING Groep zijn genoteerd aan de beurzen van Amsterdam, Brussel, en de New York Stock Exchange.
In oktober 2009 werd bekendgemaakt dat de verzekeringstak weer wordt afgesplitst van ING Groep. Op 1 maart 2014 zijn de verzekeringsactiviteiten gebundeld in NN Group. In april 2016 verkocht ING Groep de laatste aandelen in NN Group en was daarna uitsluitend actief met bankactiviteiten.

## Geschiedenis
De wortels van ING, liggen bij diverse verzekeringsmaatschappijen en de betaaldiensten die geboden werden door de Nederlandse overheid.
- In 1845 werd de "Assurantie-Maatschappij tegen Brandschade, De Nederlanden van 1845", opgericht. Dit was een verzekeringsmaatschappij die snel groeide en als eerste Nederlandse bedrijf opereerde buiten de Nederlandse grenzen. In 1900 had deze maatschappij 139 agentschappen over de hele wereld. Dit is het fundament van de toekomstige ING.
- In 1863 werd de "Nationale Levensverzekering Bank" in Rotterdam opgericht.
- In 1963, 100 jaar na de oprichting van de "Nationale Levensverzekering Bank", fuseerde deze met "De Nederlanden van 1845". Zo ontstond de verzekeringsmaatschappij Nationale-Nederlanden (NN). In de jaren zeventig en tachtig breidde deze maatschappij haar activiteiten wereldwijd uit.
- In 1881 richtte de overheid de Rijkspostspaarbank op. Dit had als doel arbeiders te enthousiasmeren om te gaan sparen. Veertig jaar later in 1918 werd er van start gegaan met girale betaaldiensten via de postkantoren (giroboekje). Deze diensten richtten zich voornamelijk op families en het midden- en kleinbedrijf (mkb), die hun inkomsten en uitgaven via de postkantoren wilden regelen.
- In 1986 werd de "Rijkspostspaarbank" en de "Postcheque- en Girodienst" (PCGD) geprivatiseerd en zo ontstond de Postbank met meer dan 7,5 miljoen particuliere klanten.
- In 1927 werd door de reorganisatie van diverse Nederlandse banken de "Nederlandsche Middenstands Bank" (NMB) opgericht. In de jaren zestig ging de NMB zich steeds meer richten op de particuliere markt en breidde haar werkzaamheden internationaal uit.
- In 1989 fuseerde de Postbank met de NMB tot de NMB Postbank Groep, die een van de vijf grootste Nederlandse banken van zijn tijd werd.
- In 1991 werd de ING-Groep opgericht door het samengaan van de NMB Postbank Groep en de Nationale-Nederlanden. De ING-Groep groeide snel. De eerste grote acquisitie vond plaats in 1995, toen ING de Britse Barings Bank overnam. Hierdoor kreeg ING van het ene op het andere moment wereldwijd naamsbekendheid. In 1997 werd de positie van ING in de Benelux verstevigd met de acquisitie van de Belgische bank Bank Brussel Lambert. In datzelfde jaar volgde de acquisitie van de Amerikaanse verzekeraar Equitable of Iowa en de Amerikaanse zakenbank Furman Selz. In 1999 nam ING BHF-Bank over, een Duitse handelsbank gevestigd te Frankfurt. Furman Selz en BHF zijn inmiddels overigens weer verkocht.
- In 1997 besloot ING om haar kennis van Direct Banking te exporteren, in plaats van het bouwen of kopen van branchenetwerken. Op basis van de ervaring met de Postbank is een internetbank, ING Direct, opgezet die binnen korte tijd in meerdere landen gelanceerd is. Startend met alleen een spaarrekening met hoge rente worden later meerdere bank- en verzekeringsproducten geïntroduceerd. Het was een succesvol en snelgroeiend onderdeel. ING Direct is nu onder meer actief in Canada, Australië, Oostenrijk, Italië, de VS, Groot-Brittannië, Frankrijk, Spanje en Duitsland (ING-DiBa) en draagt nu al ruimschoots bij aan de winst van de groep.
- In 2000 werd ING de grootste internationale verzekeraar van Latijns-Amerika en de op een na grootste internationale verzekeraar in de regio Azië/Stille Oceaan door de aankoop van ReliaStar en Aetna Financial Services. Door deze acquisities verdubbelden de activiteiten van ING in de Verenigde Staten. In 2001 verwierf ING een meerderheidsbelang in de Poolse Bank Śląski. Ook kocht ING in hetzelfde jaar het resterende belang in de Mexicaanse verzekeringsmaatschappij Seguros Comercial América.
- Op 19 juni 2007 maakte ING bekend de Turkse Oyak-Bank over te nemen, om zo succesvol voet aan de grond te krijgen in de Oriënt, voor een bedrag van € 2 miljard. Oyak Bank, opgericht in 1984, behoort met een marktaandeel van circa 3% tot de tien grootste banken in Turkije. De bank heeft in totaal 360 filialen, met 1,2 miljoen actieve particuliere klanten en 10.000 mkb-klanten. De Turkse bank behaalde in 2006 een winst voor belastingen van 165 miljoen Turkse lira (YTL) (€ 94,6 miljoen). Het totale vermogen bedroeg YTL 11,8 miljard (€ 6,77 miljard) bij een boekwaarde van YTL 998 miljoen (€ 572 miljoen).
- In 2008 daalde, als gevolg van de kredietcrisis op de financiële markten, de beurskoers sterk. Met name door rapporten over vermeende kapitaaltekorten daalde de koers van het aandeel op vrijdag 17 oktober 2008 meer dan 27%. In het daaropvolgende weekend kreeg ING van de Nederlandse overheid een kapitaalinjectie van € 10 miljard.[2] De overheid ontvangt hiervoor een miljard kernkapitaaleffecten zonder stemrecht.[3]
- Door de kredietcrisis leed ING in het derde kwartaal van 2008 een verlies van € 478 miljoen, haar eerste kwartaalverlies ooit.
- In 2009 zijn de Postbank en de ING Bank samengevoegd tot ING. In ditzelfde jaar wordt een nieuwe strategische richting gelanceerd, waarbij alle niet-kernactiviteiten worden verkocht of gedesinvesteerd. ING startte het proces om de bank- en verzekeringstakken te splitsen met als uiteindelijke doel een grote Europese particuliere bank te worden.
- In april 2016 verkocht ING de laatste aandelen in NN Group en daarmee is het weer uitsluitend een bank.
- Sinds de grootste schikking ooit in Nederland door Vimpelcom in 2016, ligt ook haar huisbankier ING onder vuur van het Openbaar Ministerie.[4] Naar aanleiding van onder andere de Vimpelcom-zaak werd in 2018 bekend dat ING een schikking van 775 miljoen euro heeft getroffen met het Openbaar Ministerie. Volgens het OM is de bank nalatig geweest bij het voorkomen van witwaspraktijken. Tussen 2010 en 2016 hebben klanten hun rekening bij ING misbruikt voor het witwassen van honderden miljoenen euro's.[5]
- In februari 2018 kocht ING voor 350 miljoen het fintech bedrijf Payvision opgericht door Rudolf Booker.[6]

## Kapitaalinjectie door de overheid
ING kan volgens de oorspronkelijke voorwaarden de kernkapitaaleffecten geheel of gedeeltelijk terugkopen voor € 15 per stuk; in 2009 is er echter voor het terugkopen van de eerste helft van de kernkapitaaleffecten een lagere prijs overeengekomen, die afhankelijk is van de beurskoers van ING, en maximaal € 11,382 per stuk bedraagt. Ook kan ING na drie jaar of later de kernkapitaaleffecten geheel of gedeeltelijk een-op-een omzetten in gewone aandelen, maar dan heeft de overheid het recht in plaats daarvan € 10 per stuk te ontvangen.
De Nederlandsche Bank rangschikt deze waardepapieren onder Tier 1-kapitaal. De Nederlandse staat heeft dezelfde rangorde als houders van gewone aandelen, maar de verwatering voor bestaande aandeelhouders is beperkt. Op de handelsdag na de bekendmaking van de kapitaalinjectie steeg het aandeel 29,24%.

### Afbetaling kapitaalinjectie
In december 2009 betaalde ING Groep de helft van de staatssteun terug (€ 5 miljard, plus rente, plus overeengekomen vergoeding voor vervroegde aflossing). Het geschil tussen enerzijds ING en de Nederlandse regering en anderzijds de Europese Commissie omtrent het deels onthouden van goedkeuring werd aan het Hof van Justitie van de Europese Gemeenschappen voorgelegd.
In mei 2011 betaalde ING Groep in een tweede schijf nog eens € 2 miljard terug, alsook een premie van 50%. De totale betaling kwam dus uit op € 3 miljard. Zo vloeide ondertussen al € 8 miljard terug naar de overheid. De bank liet ook weten uiterlijk in mei 2012 de resterende € 3 miljard van de staatslening te willen aflossen.
Op 26 november 2012 betaalde ING Groep € 1,125 miljard terug en op 6 november 2013 werd opnieuw € 1,125 miljard overgemaakt aan de staat. Op 25 maart 2014 werd bekendgemaakt dat ING een voorlaatste schijf van € 1,225 miljard zal terugbetalen; € 100 miljoen meer dan gepland. De bank liet ook weten dat de laatste betaling van € 1,025 miljard uiterlijk in mei 2015 plaatsvindt.
Begin 2011 ontstond maatschappelijke discussie over het voornemen van ING om haar topman opnieuw een hoge bonus toe te kennen. Dit werd door velen des te meer ongepast gevonden, omdat ING op dat moment nog van staatssteun afhankelijk was. In reactie hierop nam de Tweede Kamer een motie aan om alle bonussen bij banken die staatssteun krijgen met terugwerkende kracht volledig weg te belasten. De minister van Financiën kondigde een wettelijk verbod aan op bonussen voor bestuurders van banken die staatssteun krijgen.

### Garanties ten aanzien van Alt-A hypotheken
Op 26 januari 2009 maakten ING Groep en het Nederlandse ministerie van Financiën bekend dat de Nederlandse staat een 80%-garantie zou verstrekken met betrekking tot de waarde van een pakket van € 27,7 miljard aan Amerikaanse Alt-A hypotheken in de portefeuilles van dochterondernemingen ING Direct en ING Insurance Americas. De regeling kreeg de naam Illiquid Assets Back-up Facility (IABF). ING verbond zich onder meer om voor € 25 miljard aan leningen aan Nederlandse cliënten te verstrekken. CEO Michel Tilmant nam ontslag; het ontslag van 7000 medewerkers werd aangekondigd. De Financial Times beschouwde het als een slimme zet van de Nederlandse autoriteiten, maar vroeg zich wel af of er geen verkapte € 5 miljard staatssteun in het plan zit. In september 2009 bleek dat de Europese Commissie de transactie als (verboden) staatssteun beschouwde daar ING volgens de Commissie niet genoeg betaalde voor deze garantie.
In september 2010 was door aflossingen en herfinanciering de omvang van de portefeuille teruggelopen van € 30,9 miljard tot € 23,8 miljard; de gemiddelde kwaliteit was echter wel gedaald. Tot dan toe had de Staat er een winst van € 461 miljoen op gemaakt, die echter gereserveerd werd voor het opvangen van verwachte toekomstige verliezen.
Op 1 november 2013 bereikten ING en de Nederlandse Staat een akkoord over beëindiging van de IABF. Volgens deze overeenkomst wordt de IABF in zijn huidige vorm beëindigd, zal de betaling van reguliere vergoedingen worden afgewikkeld en vervallen de overige voorwaarden die onderdeel waren van de IABF-overeenkomst. De Nederlandse Staat heeft de intentie de Alt-A effecten in het komende jaar op de markt te verkopen. Tegen de huidige marktprijzen had de Alt-A portefeuille op 1 november 2013 een marktwaarde van circa € 6,4 miljard. Met de opbrengst van een verkoop tegen die prijs kan de resterende lening van ING van € 6,0 miljard worden afgelost, waarna een winst van circa € 0,4 miljard resteert voor de Staat. Op 17 december 2013 werd het akkoord definitief. Het recht van de overheid om twee leden van de raad van commissarissen van ING te benoemen vervalt en de huidige overheidscommissarissen hebben niet langer een groter stemrecht bij bepaalde beslissingen dan hun collega-toezichthouders. Op 4 februari 2014 werd het allerlaatste deel van de Alt-A portefeuille in handen van de Staat via een veiling verkocht aan Credit Suisse. Twee dagen later werd bekend dat deze reddingsactie de Staat een winst van € 1,4 miljard heeft opgeleverd, een miljard euro meer dan in november nog werd verwacht.

## Herstructurering ING
Voor het uitbreken van de kredietcrisis leverde ING in 2008 bank- en verzekeringsdiensten en vermogensbeheer aan ruim 85 miljoen klanten in meer dan 40 landen. Met circa 125.000 medewerkers en een balanstotaal van € 1.332 miljard was het een van de grootste financiële instellingen ter wereld.
De staatssteun is gekomen met zeer zware voorwaarden. Na overleg met de Nederlandse overheid zal ING een ingrijpend herstructureringsplan uitvoeren waarmee de commerciële levensvatbaarheid op lange termijn wordt hersteld en voorkomen wordt dat de staatssteun de mededinging buitensporig verstoort. Volgens het plan zal ING haar organisatie sterk versimpelen waardoor de risico’s en complexiteit worden verminderd. Een belangrijke maatregel is de verkoop van alle verzekeringsactiviteiten voor jaareinde 2013. Daarnaast zal ING de Westland Utrecht Hypotheekbank (WUB) afstoten met het doel de concurrentie op de Nederlandse markt voor particuliere klanten van banken te versterken. Ten slotte heeft ING een tijdelijk verbod gekregen om andere ondernemingen over te nemen en prijsleiderschap na te streven.

### Opsplitsing ING Groep
In 2009 werd het herstructureringsproces in gang gezet. Binnen de groep werden de twee belangrijkste onderdelen organisatorisch van elkaar losgemaakt. Sinds 1 januari 2011 werkt ING Bank als een zelfstandig bedrijf, los van ING Verzekeringen/Investment Management.
ING Bank kent twee onderdelen, namelijk: Retail Banking en Wholesale Banking. Onder Retail Banking vallen de retail- en directbankingdiensten voor particulieren en het midden- en kleinbedrijf in Europa, Azië en Canada. Wholesale Banking biedt in meer dan 40 landen bancaire diensten zoals kredietverlening, betalingsverkeer en cashmanagement aan ondernemingen, overheden en financiële instellingen.
De verzekerings-/vermogensbeheeractiviteiten van ING omvatten levensverzekeringen, schadeverzekeringen, pensioen- en beleggingsactiviteiten. De verzekeringsactiviteiten zijn verder opgesplitst in twee onderdelen, een voor de Amerikaanse en een voor de Europese activiteiten. Beide onderdelen zullen los van elkaar naar de beurs worden gebracht.
Op 2 mei 2013 kreeg de Amerikaanse verzekeringstak van ING een notering op de beurs in New York. ING verkocht in totaal zo’n 25% van de aandelen in ING US hetgeen zo’n € 1 miljard opleverde. De Amerikaanse activiteiten gaan verder onder de nieuwe naam Voya. Voya telt zo'n 13 miljoen klanten en maakte in 2012 een winst van $ 473 miljoen. Er werken ongeveer 7000 personen. ING moet de Amerikaanse investerings- en verzekeringsactiviteiten afstoten op last van de Europese Commissie vanwege de eerder ontvangen staatssteun. In 2014 werden in drie transacties aandelen Voya verkocht en per jaareinde 2014 had ING nog zo'n 19% in handen. In maart 2015 verkocht ING de laatste aandelen Voya voor € 1,8 miljard en dit leverde een winst op van € 285 miljoen.
In mei 2014 kondigde ING aan zijn verzekeringstak, NN Group, naar de beurs te brengen. NN Group, met als belangrijkste onderdeel Nationale Nederlanden is naast Nederland ook actief in onder meer Polen, Hongarije, Roemenië, Turkije en Japan. ING verkoopt in eerste instantie minder dan de helft van de aandelen en voor jaareinde 2016 wil ING alle aandelen verkocht hebben. In april 2014 tekenden investeringsmaatschappijen uit Hongkong en Singapore al in voor € 1,3 miljard. Dit is de laatste stap in de vijf jaar durende herstructurering van ING en na de beursgang van NN Group blijft ING als puur bankbedrijf over. In mei 2015 resteerde een minderheidsbelang in NN Group van 42,4% en hiermee vervielen de beperkingen van de Europese Commissie voor ING over onder meer het plegen van overnames en prijsleiderschap. In april 2016 verkocht ING het resterende aandelenbelang van 14% in NN Group voor ongeveer € 1,4 miljard.

### Verkoop niet-kernactiviteiten
Onderdelen die niet passen binnen de nieuwe structuur zijn sinds 2009 in de verkoop gegaan. De verkoopopbrengsten zijn gebruikt om het kapitaal van ING te versterken en de staatssteun terug te betalen.
In 2010 werden de Private Banking activiteiten in Azië verkocht voor € 985 miljoen. Dit leverde een verkoopwinst op van € 332 miljoen. De verkoop werd afgerond van de Private Banking activiteiten in Zwitserland aan Julius Baer voor € 345 miljoen. In augustus volgde de aankondiging van de verkoop van een 50% belang in een portefeuille Canadees industrieel vastgoed. De verkoop is afgewikkeld in november 2010 tegen een transactiewaarde was € 1,4 miljard inclusief overgedragen schulden. Per eind 2010 telde het bedrijf nog 107.000 medewerkers, dat is ruim 18.000 minder dan per eind 2008.
In 2011 volgde de verkoop van ING Car Lease aan BMW. De transactie resulteerde in een verkoopopbrengst van € 696 miljoen waarvan ongeveer de helft winst was. In december van dat jaar werd een zeer grote verkoop afgerond van de levensverzekeringen en vermogensbeheer activiteiten in Latijns-Amerika aan Grupo de Inversiones Suramericana met een totale verkoopopbrengst van € 2,6 miljard. De winst voor ING op deze transactie was bijna € 1 miljard. Aan het einde van het jaar 2011 was het personeelsbestand van ING Groep met circa 10.000 medewerkers verder afgenomen tot ongeveer 97.000.
In februari 2012 werd de verkoop van ING Direct US aan het Amerikaanse Capital One Financial Corporation gefinaliseerd. Deze verkoop was al in 2011 aangekondigd. De verkoopsom was ongeveer € 7 miljard, waarvan een deel in aandelen Capital One werd voldaan. ING heeft nu een belang van 9,7% in Capital One. Deze transactie leidde tot een winst van € 0,5 miljard.
ING heeft medio december 2012 de verkoop van zijn verzekeringstak in Maleisië aan AIA Group afgerond. De verkoopopbrengst was € 1,3 miljard en resulteerde in een winst van circa € 750 miljoen. Deze verkoop maakte deel uit van de plannen om de Aziatische verzekerings- en vermogensbeheeractiviteiten af te stoten. In februari 2013 volgde de verkoop van zijn levensverzekeringsactiviteiten in Hongkong, Macau en Thailand. ING behaalt op de verkoop een netto boekwinst van ongeveer € 950 miljoen. De transactie met Pacific Century Group, dat in totaal € 1,64 miljard heeft betaald, werd in oktober 2012 al aangekondigd.
In augustus 2013 maakt ING de verkoop bekend van zijn levensverzekeringstak in Zuid-Korea aan investeringsmaatschappij MBK Partners. ING behoudt een indirect belang in ING Life Korea van circa 10% en ontvangt zo’n € 1,24 miljard. ING maakt op de verkoop een verlies van ongeveer € 950 miljoen. In december 2013 werd de transactie afgerond. Met de verkoop heeft ING alle Aziatische verzekeringsactiviteiten, een proces dat begin 2012 werd gestart, afgestoten.

### Aanpassingen tijdschema
Door de moeilijke marktomstandigheden was het voor ING Groep zeer moeilijk de herstructuringsplannen binnen de gestelde termijnen af te ronden. Na overleg met de EC is in november 2012 overeenstemming bereikt waarbij zij meer tijd en flexibiliteit krijgt om de desinvesteringen af te ronden. ING had volgens de oorspronkelijke afspraken voor ultimo 2013 de verzekerings-/vermogensbeheeractiviteiten moeten verkopen. De termijn is verlengd naar eind 2016 en 2018 afhankelijk van de regio waarin de activiteiten plaatsvinden.
Onderhandelingen over de verkoop van de WUB heeft niet tot resultaten geleid. De commerciële activiteiten werden opgenomen in de retailbankingtak van Nationale-Nederlanden (NN) waarbij de hypotheekportefeuille grotendeels in handen blijft van ING Bank. Een deel van de medewerkers van de oude hypotheekbank is over gegaan naar Nationale-Nederlanden Bank, terwijl een ander deel bij het aparte WUB-onderdeel binnen ING Bank is gebleven.
Ten slotte heeft ING een schema ingediend voor de terugbetaling van de resterende staatssteun van € 3 miljard plus een premie van 50%, ofwel € 1,5 miljard, in vier gelijke delen in de komende drie jaar. De eerste betaling vindt plaats op 26 november 2012, de tweede in november 2013, de derde in maart 2014 en de laatste in mei 2015. ING wil eventueel de terugbetalingen versnellen, maar alleen als de economische omstandigheden dit toelaten. Op 7 november 2014 betaalde ING het laatste deel van de staatssteun terug. Met de laatste betaling van € 1,025 miljard heeft ING in totaal € 13,5 miljard terugbetaald aan de Nederlandse Staat, ofwel een gemiddeld rendement van 12,7% op jaarbasis voor de Staat.

## Resultaten

ING - Resultaat 2006-2017

ING - Aantal werknemers 2006-2017

### Voorbeelden van werk uit de kunstcollectie

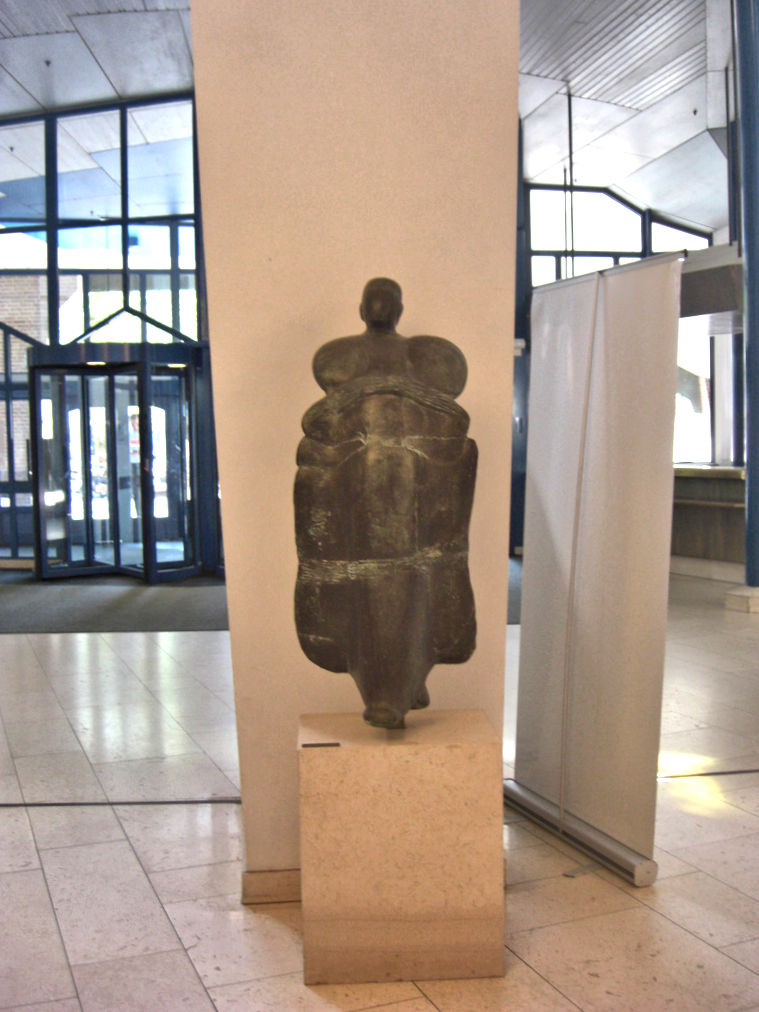
Schrijdende danseres met tamboerijn van Fioen Blaisse in het ING-gebouw Zuidoost
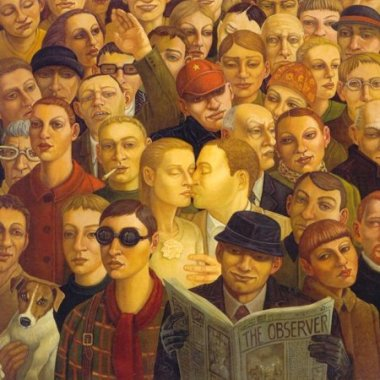
De kus van Bernardien Sternheim
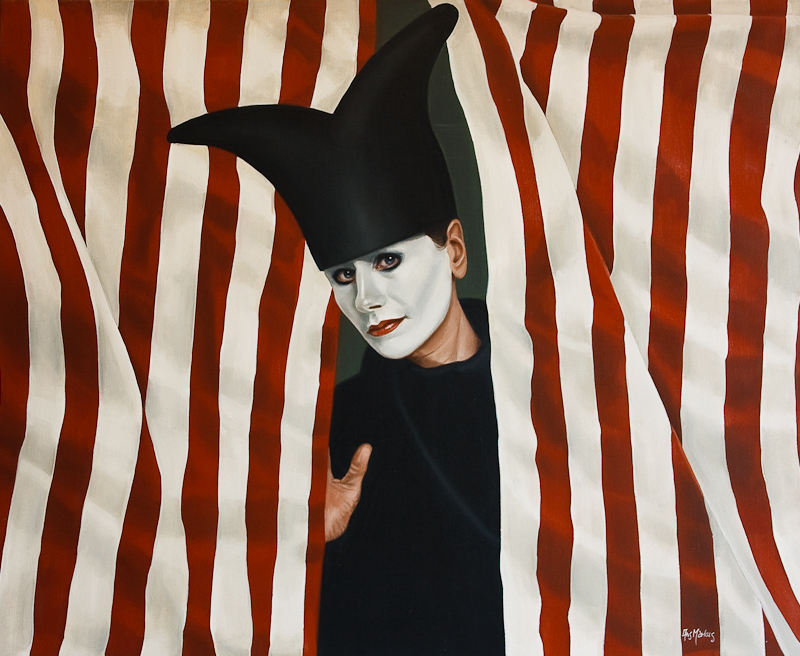
Pierrot van Ans Markus
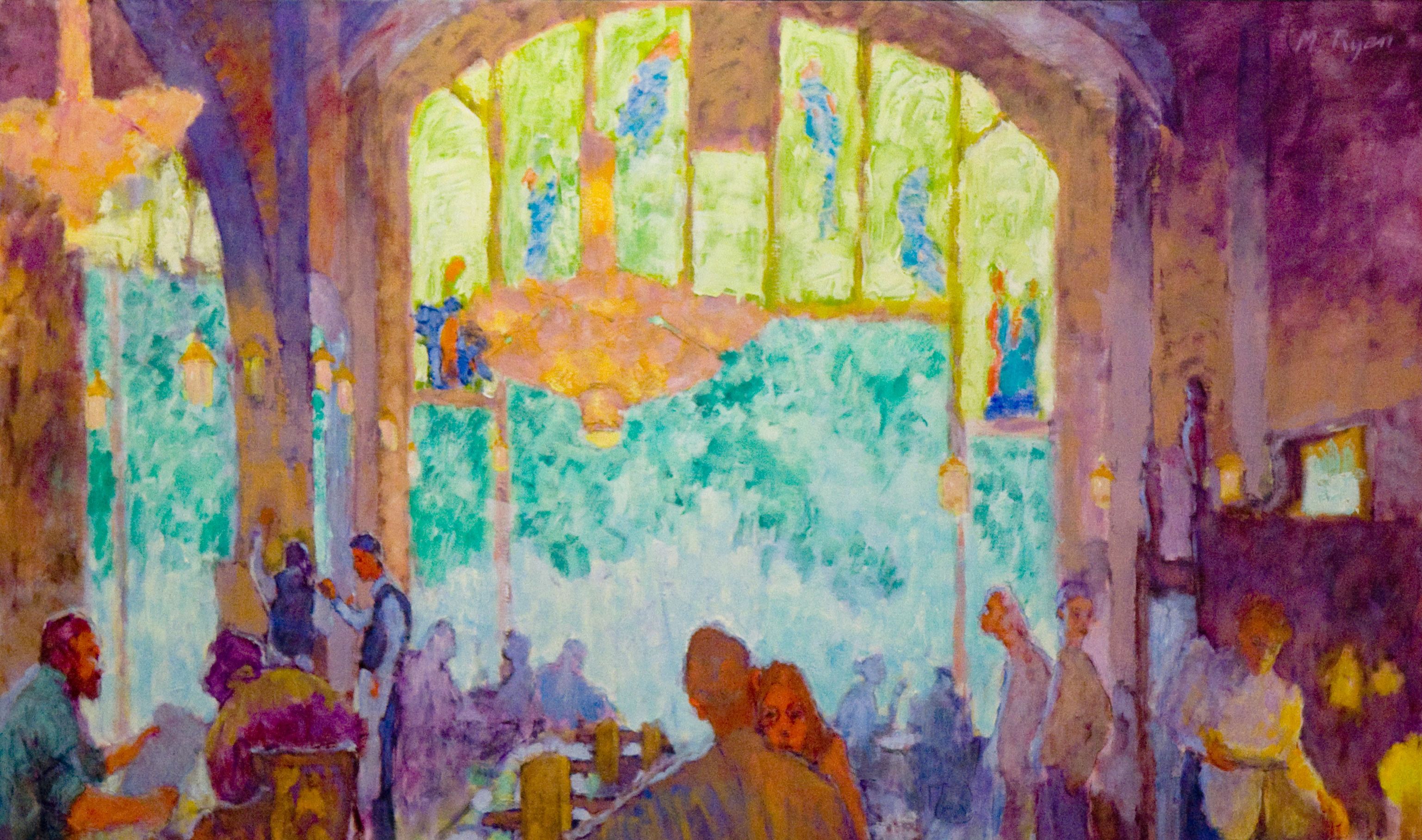
Café Americain by day door Michael Ryan
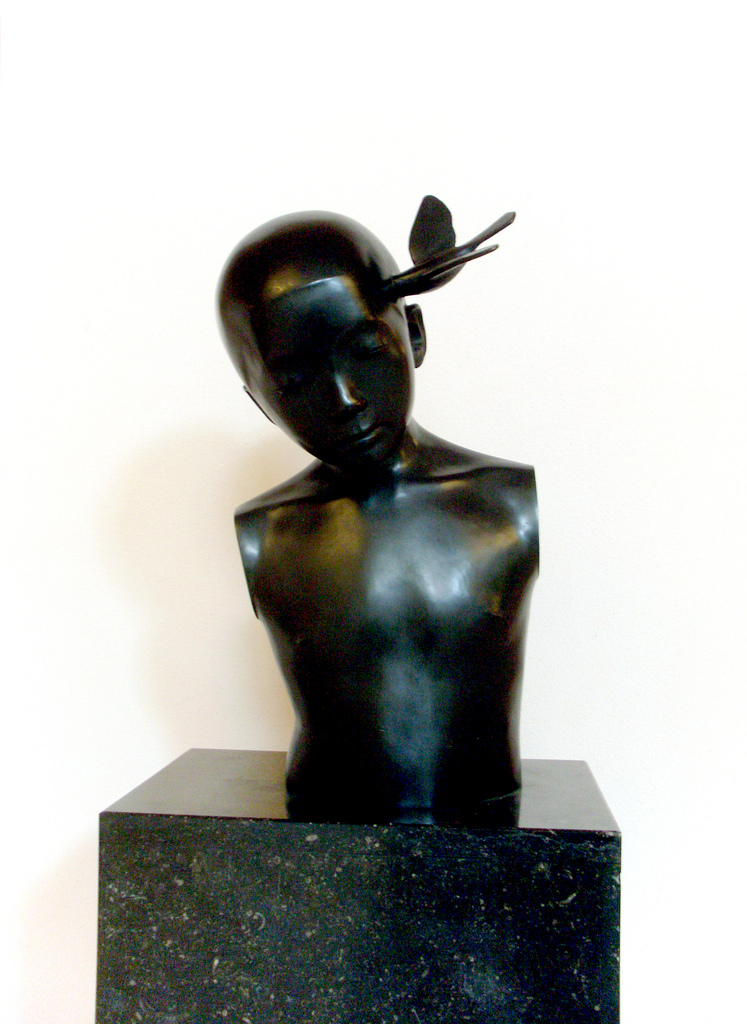
Little thought door Qiangli Liang